# Anse-aux-Pins FC
Anse-aux-Pins FC – seszelski klub piłkarski istniejący w latach 1982–1993, mający siedzibę w Victorii, grający niegdyś w pierwszej lidze seszelskiej.

## Sukcesy
- Puchar Seszeli[1]:
  - zwycięstwo (2): 1991, 1993.

## Występy w afrykańskich pucharach
| Sezon | Rozgrywki                 | Runda | Kraj     | Klub     | Dom | Wyjazd | Dwumecz |
| ----- | ------------------------- | ----- | -------- | -------- | --- | ------ | ------- |
| 1990  | Puchar Zdobywców Pucharów | 1     | Tanzania | Pamba SC | 0–5 | 1–12   | 1–17    |

## Stadion
Domowe mecze klub rozgrywał na stadionie o nazwie Stade Linité w Victorii, który mógł pomieścić 10 tys. widzów.